# Hackelia sharsmithii
Hackelia sharsmithii är en strävbladig växtart som beskrevs av Ivan Murray Johnston. Hackelia sharsmithii ingår i släktet Hackelia och familjen strävbladiga växter. Inga underarter finns listade i Catalogue of Life.